# スタディオン走

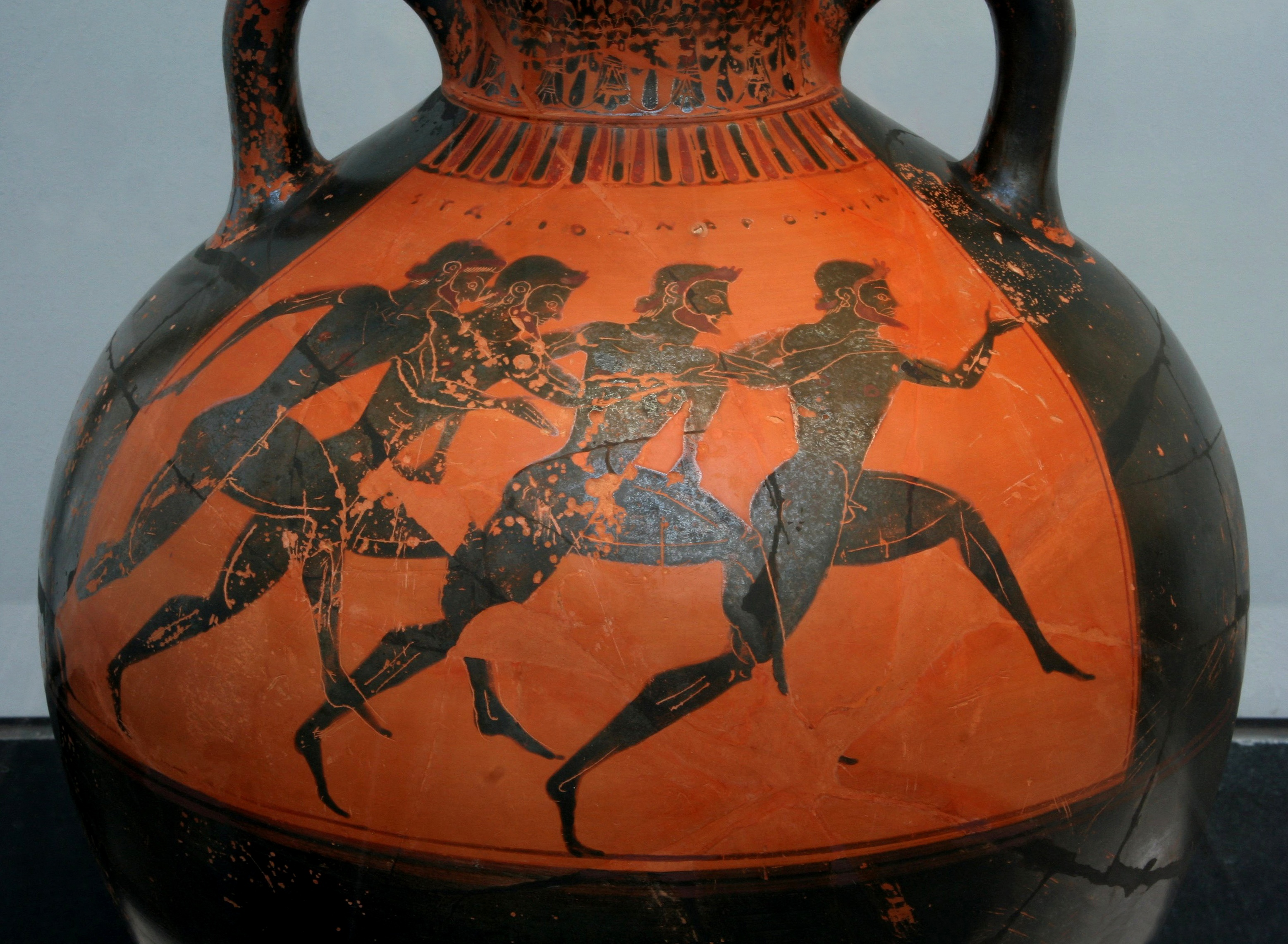
パンアテナイア競技会のスタディオン走（前6世紀）

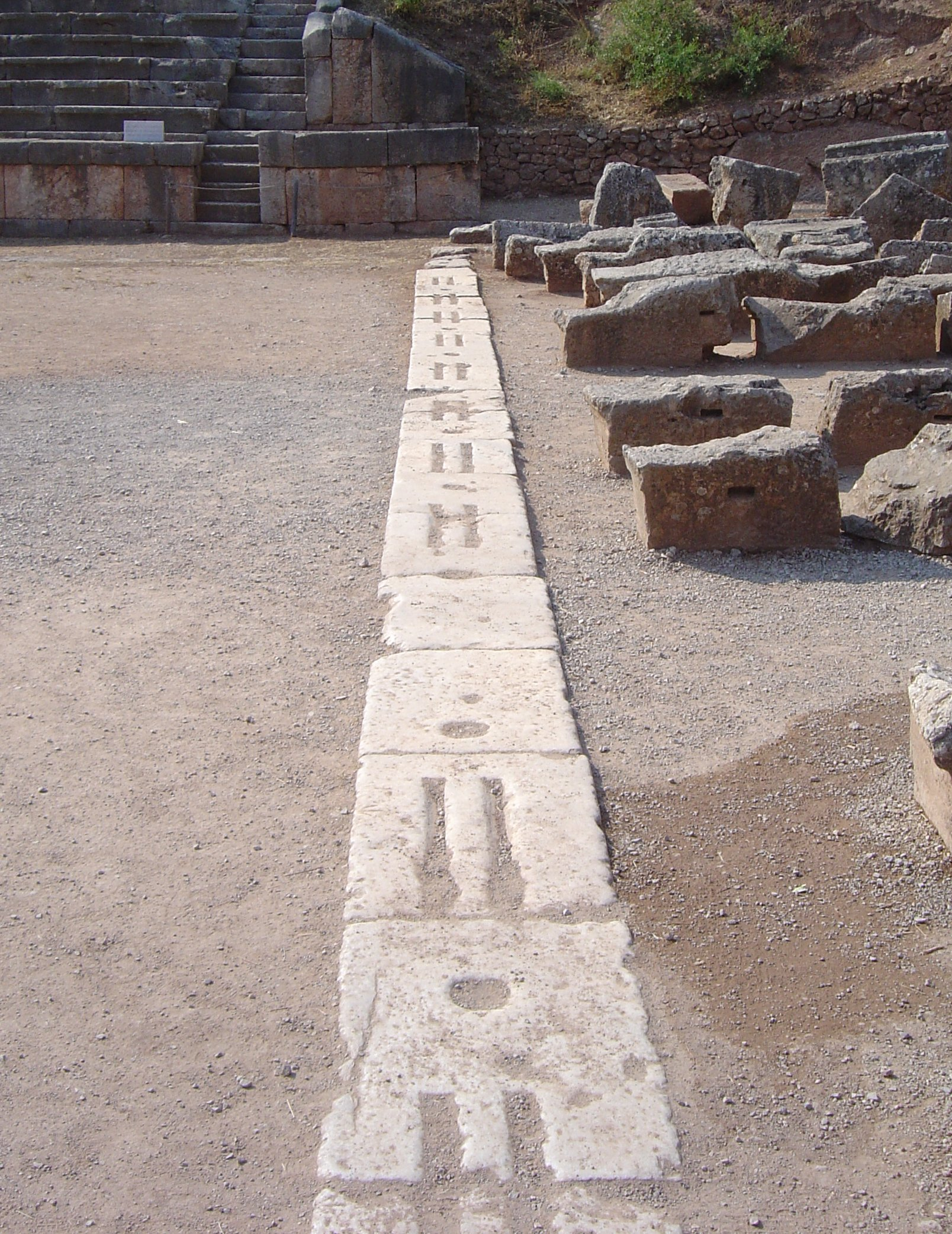
スタートラインの石（デルポイ）

スタディオン走（スタディオンそう、英語：stade race）は古代ギリシアで行われた陸上競技の1つで短距離走をいう。古代オリンピックにおいては第1回大会（紀元前776年）から実施された種目であり、また第14回大会（紀元前724年）においてディアウロス走が導入されるまでは大会唯一の種目であったと言われる。独立した種目として行われた一方、五種競技にも含まれていた。
フィロストラトスによると、祭壇に供物を捧げる際に行われた競走が起源で、祭壇までの1スタディオン(約192m(地域による))を最も速く走った者に、供物に点火する名誉が与えられたという。スタディオン走の名前はこの距離単位にちなみ、同時に競技場を意味したスタディオン（スタジアム）に由来する。
競技では当初は褌のようなものを着用していたが、のちに全裸で行うようになった。出場できるのは男子選手のみだった。抽選でスタート位置を決めたのち、ラッパや掛け声などを合図にスタートした。多くの場合、選手たちはスタートラインに敷かれた石のスターティングブロックの2つの溝に両足の爪先をかけ、腕を前に伸ばした形のスタンディングスタートで位置についた。 フライングをした選手には鞭打ちのペナルティが与えられた。
選手たちは1スタディオンの直線コースを太ももを高く上げ、両腕を大きく振りながら走った。コリントの信徒への手紙で聖パウロが書いているように、競技会で賞を手にすることができるのは優勝した選手のみであった。 古代オリンピックでは、スタディオン走の優勝者にはその名前が大会全体の呼び名として用いられるという格別の栄誉が与えられ、例えばコロイボスがスタディオン走で優勝した古代オリンピックの第1回大会は、コロイボス・オリンピックと呼ばれた。 勝つために競走相手をつかむ、転倒させる、走路妨害をする、といった不正もあったという。
成年男子に合わせて実施された少年の部や、女性が出場できた一部の競技会でも短距離走は行われたが、少年は成年男子の2分の1、女性は6分の5の距離というように、いずれも1スタディオンより短い距離だったとされている。